# Niederried bei Kallnach
Niederried bei Kallnach is een plaats en voormalige gemeente in het district Seeland van het Zwitserse kanton Bern. Op 1 januari 2013 ging Niederried bei Kallnach op in de gemeente Kallnach.